# Maoricicada iolanthe
Maoricicada iolanthe är en insektsart som först beskrevs av Hudson 1891.  Maoricicada iolanthe ingår i släktet Maoricicada och familjen cikador. Inga underarter finns listade i Catalogue of Life.